# Iceage
Iceage is een Deense punkrockband, opgericht in 2008 en afkomstig uit Kopenhagen. 

## Geschiedenis
Iceage werd opgericht in 2008, toen de bandleden gemiddeld 17 jaar oud waren. In 2009 kwam de debuutsingle uit op het Deense Escho. Ze werden internationaal opgepikt door het Amerikaanse What's Your Rupture? Records en het debuutalbum New Brigade kwam in januari 2011 in Denemarken en juni 2011 in de Verenigde Staten uit. Metacritic kwam tot een score van 85 op 100 (algemeen geprezen). In februari 2013 kwam de opvolger You're Nothing uit. 
Iceages derde studio-album Plowing Into the Field of Love werd in 2014 uitgebracht en markeerde een verandering van genre. De hardcore punk werd verlaten en de band verbreedde zijn muzikale palet met invloeden van bijvoorbeeld Nick Cave and Leonard Cohen. 
De eerste drie albums werden alle genomineerd voor de European Independent Album of the Year Award van IMPALA.
Het vierde studio-album, Beyondless, kwam uit op 4 mei 2018. Ook dit album kreeg algemeen lof (83 op 100 op Metacritic). Er is weer een breed spectrum aan muzikale invloeden hoorbaar, waarbij het gebruik van blaasinstrumenten en viool opvalt. 
Op 7 mei 2021 zag Seek Shelter het licht, het eerste album met een producer van buiten (Sonic Boom van Spacemen 3) en het eerste album met gitarist Casper Morilla, die in 2019 bij de band was gekomen. Het album haalde een 84 op Metacritic.
De belangrijkste songwriter en leadzanger van Iceage, Elias Bender Rønnenfelt, treedt ook op onder de naam Marching Church en heeft twee albums uitgebracht: This World Is Not Enough (2015) en Telling It Like It Is (2016).

## Leden
- Elias Bender Rønnenfelt – zang, gitaar
- Johan Surrballe Wieth – gitaar, achtergrondzang
- Jakob Tvilling Pless -basgitaar
- Casper Morilla - gitaar
- Dan Kjær Nielsen – drums

## Discografie

### Albums
- 2011 New Brigade
- 2013 You're Nothing
- 2014 Plowing Into the Field of Love
- 2018 Beyondless
- 2021 Seek Shelter

### Ep's
- 2009 Iceage
- 2013 Burning Hand / Arrows (Splitalbum met Lower)
- 2013 To the Comrades

### Singles
- 2010 "New Brigade"
- 2011 "Broken Bone"
- 2011 "White Rune"
- 2013 "Ecstasy"
- 2013 "Wounded Hearts"
- 2014 "The Lord's Favorite"
- 2018 "Catch It"
- 2018 "Pain Killer"
- 2018 "Take It All"
- 2018 "The Day the Music Dies"
- 2018 "Hurrah"
- 2020 "Lockdown Blues"
- 2021 "The Holding Hand"
- 2021 "Vendetta"

### Live-albums
- 2011 Coalition
- 2014 Live, April Fools Day
- 2015 Live 2014